# Суперкубок Ісландії з футболу 1979
Суперкубок Ісландії з футболу 1979 — 11-й розіграш турніру. Матчі відбувалися навесні 1979 року між трьома найсильнішими командами Ісландії сезону 1978. Суперкубок Ісландії здобув «Валюр».
| Володар Суперкубка Ісландії 1979 |
| -------------------------------- |
|                                  |
| Валюр Другий титул               |

## Формат
У турнірі взяли участь три найкращі команди Ісландії сезону 1978:
- Чемпіон Ісландії  — «Валюр»
- Віце-чемпіон та володар Кубка Ісландії  — «Акранес»
- Бронзовий призер чемпіонату Ісландії — «Кеплавік»

## Турнірна таблиця
| М  | Команда  | І | В | Н | П | МЗ | МП | РМ | О |
| -- | -------- | - | - | - | - | -- | -- | -- | - |
| 1. | Валюр    | 4 | 3 | 1 | 0 | 11 | 2  | +9 | 7 |
| 2. | Кеплавік | 4 | 0 | 3 | 1 | 2  | 5  | −3 | 3 |
| 3. | Акранес  | 4 | 0 | 2 | 2 | 2  | 8  | −6 | 2 |

## Результати
| Команда  | ВАЛ | КЕП | АКР |
| -------- | --- | --- | --- |
| Валюр    |     | 3:0 | 4:0 |
| Кеплавік | 1:1 |     | 0:0 |
| Акранес  | 1:3 | 1:1 |     |